# Open Database Connectivity
Open DataBase Connectivity (ODBC) Es un estándar de acceso a las bases de datos desarrollado por SQL Access Group (SAG) en 1992. El objetivo de ODBC es hacer posible el acceder a cualquier dato desde cualquier aplicación, sin importar qué sistema de gestión de bases de datos (DBMS) almacene los datos. ODBC logra esto al insertar una capa intermedia denominada nivel de Interfaz de Cliente SQL (CLI), entre la aplicación y el DBMS. El propósito de esta capa es traducir las consultas de datos de la aplicación en comandos que el DBMS entienda. Para que esto funcione tanto la aplicación como el DBMS deben ser compatibles con ODBC, esto es que la aplicación debe ser capaz de producir comandos ODBC y el DBMS debe ser capaz de responder a ellos. Desde la versión 2.0 el estándar soporta SAG (SQL Access Group) y SQL.
El software funciona de dos modos, con un software manejador en el cliente, o una filosofía cliente-servidor. En el primer modo, el driver interpreta las conexiones y llamadas SQL y las traduce desde el API ODBC hacia el DBMS. En el segundo modo para conectarse a la base de datos se crea una DSN dentro del ODBC que define los parámetros, ruta y características de la conexión según los datos que solicite el creador o fabricante.
Java Database Connectivity (JDBC) es un derivado inspirado en el mismo, una interfaz de programación de aplicaciones que permite la ejecución de operaciones sobre bases de datos desde el lenguaje de programación Java independientemente del sistema operativo donde se ejecute o de la base de datos a la cual se accede utilizando el dialecto SQL del modelo de base de datos que se utilice.

## Historial de Versiones
El historial de versiones es el siguiente:
- 1.0: liberado en septiembre de 1992[2]
- 2.0: ca 1994
- 2.5
- 3.0: ca 1995, John Goodson de Intersolv, Frank Pellow y Paul Cotton de IBM entregaron mucha información para ODBC 3.0[3]
- 3.5: ca 1997
- 3.8: ca 2009, con Windows 7[4][5]